# 蒙梅雷
蒙梅雷（法語：Montmerrei，法語發音：[mɔ̃mɛʁɛ] ⓘ）是法国奥恩省的一个市镇，属于阿让唐区。

## 地理
蒙梅雷（48°38'2"N, 0°2'30"E）面积12.67 平方千米，位于法国诺曼底大区奧恩省，该省份为法国西北部内陆省份，北起顺时针与卡爾瓦多斯省、厄尔省、厄尔-卢瓦省、萨尔特省、马耶讷省和芒什省接壤。
与蒙梅雷接壤的市镇（或旧市镇、城区）包括：拉贝利耶尔、勒塞尔克伊、莫尔特雷、布瓦尚普雷。

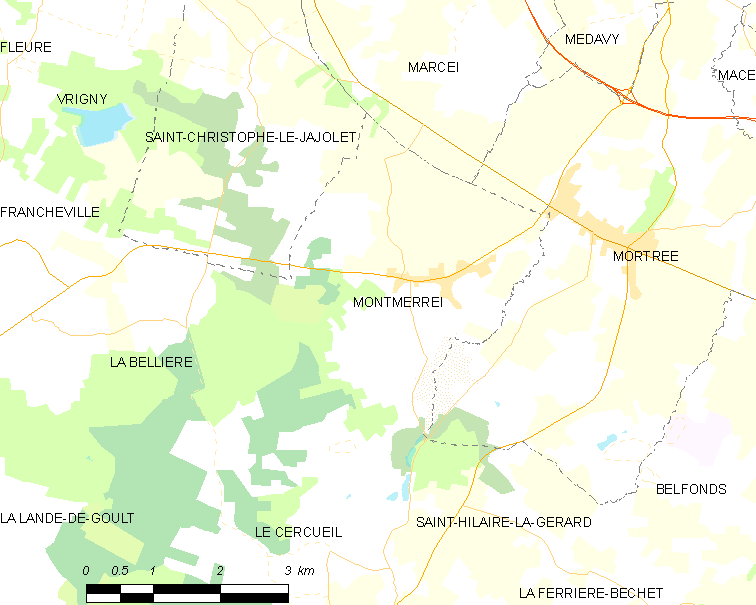
蒙梅雷的OSM定位图

蒙梅雷的时区为UTC+01:00、UTC+02:00（夏令时）。

## 行政
蒙梅雷的邮政编码为61570，INSEE市镇编码为61288。

## 政治
蒙梅雷所属的省级选区为塞镇县。

## 人口

1962-2008年间蒙梅雷人口变化图示

蒙梅雷于2022年1月1日时的人口数量为555人。